# Hurdal
Hurdal es un municipio de la provincia de Akershus en la región de Østlandet, Noruega. A 1 de enero de 2018 tenía una población estimada de  habitantes.
Se encuentra ubicado al sureste del país, a poca distancia al norte de Oslo, al oeste de la frontera con Suecia, y junto al lago Mjøsa y el río Glomma.